# Love & Anarchy
Love & Anarchy (Kärlek & Anarki) est une série télévisée suédoise de seize épisodes d'environ 30 minutes créée par Lisa Langseth et diffusée depuis le 4 novembre 2020 sur Netflix.

## Fiche technique
- Titre : Love & Anarchy
- Pays de production : Suède

## Distribution
- Ida Engvoll (VF : Pauline Moingeon Vallès) : Sofie
- Björn Mosten (sv) (VF : Martin Faliu) : Max
- Johannes Bah Kuhnke (VF : Arnaud Léonard) : Johan
- Björn Kjellman (VF : Jean-Philippe Puymartin) : Ronny
- Reine Brynolfsson (VF : Yann Guillemot) : Friedrich
- Gizem Erdogan (sv) (VF : Marie Bouvet) : Denise
- Lina Perned (VF : Marine Lemonnier) : Clara
- Carla Sehn (VF : Sara Chambin) : Caroline

 Source et légende : version française (VF) sur RS Doublage